# Egyesülés-terem
A gyulafehérvári Egyesülés-terem műemlék Romániában, Fehér megyében. A romániai műemlékek jegyzékében az AB-II-m-A-00127 sorszámon szerepel.